# Grundtjärnen (Kalls socken, Jämtland, 706712-133826)
Grundtjärnen är en sjö i Åre kommun i Jämtland och ingår i Indalsälvens huvudavrinningsområde. Sjön har en area på 0,146 kvadratkilometer och ligger 542,3 meter över havet.

## Delavrinningsområde
Grundtjärnen ingår i det delavrinningsområde (706752-133836) som SMHI kallar för Utloppet av Grundtjärnen. Medelhöjden är 551 meter över havet och ytan är 1,1 kvadratkilometer. Det finns inga avrinningsområden uppströms utan avrinningsområdet är högsta punkten. Vattendraget som avvattnar avrinningsområdet har biflödesordning 3, vilket innebär att vattnet flödar genom totalt 3 vattendrag innan det når havet efter 387 kilometer. Avrinningsområdet består mestadels av skog (27 procent), öppen mark (17 procent) och sankmarker (43 procent). Avrinningsområdet har 0,15 kvadratkilometer vattenytor vilket ger det en sjöprocent på 13,3 procent.